# Dimos Nea Propontida
Dimos Nea Propontida (Nea Propontida) är en kommun i Grekland.   Den ligger i prefekturen Chalkidike och regionen Mellersta Makedonien, i den nordöstra delen av landet, 260 km norr om huvudstaden Aten. Antalet invånare är 30 397. Arean är 381 kvadratkilometer.
Terrängen i Dimos Nea Propontida är kuperad åt nordost, men åt sydväst är den platt.